# 奎宿十五
奎宿十五（双鱼座χ，χ Psc）是双鱼座的一颗恒星，视星等为+4.66，距离地球约380光年。